# Andréi Levchenko
Andréi Viktorovich Levchenko (en ucraniano Андрей Викторович Левченко, Járkov, 1 de enero de 1985) es un jugador profesional de voleibol ucraniano, juega en posición central.

## Palmarés

### Clubes
Copa de Ucrania:
- 2004, 2006, 2007, 2009, 2010

Campeonato de Ucrania:
- 2005, 2007, 2010, 2011
- 2008

Campeonato de Letonia:
- 2009

Campeonato de Francia:
- 2012

Campeonato de Bielorrusia:
- 2013, 2014

Campeonato de Finlandia:
- 2016

### Selección nacional
Universiada:
- 2011

Liga Europea:
- 2017[2]